# Makowskia
Makowskia — вимерлий рід дискозаврисцид сеймуріаморф, відомий з ранньої пермі (нижньосаксонський вік) Чехії. Його вперше назвав Йозеф Клембара в 2005 році, а типовим видом є Makowskia laticephala. Makowskia відомий лише за одним зразком, голотипом SNMZ 26506, черепом і передньою частиною посткраніального скелета. Філогенетичний аналіз визначає Makowskia як сестринський таксон Spinarerpeton.